# M'bahiakro (underprefektur)
M'bahiakro är en underprefektur i Elfenbenskusten. Den ligger i departementet med samma namn, i den centrala delen av landet, 140 km nordost om huvudstaden Yamoussoukro.